# Boulevard Ney
Le boulevard Ney est un boulevard du 18e arrondissement de Paris. C'est un élément de la ceinture de boulevards extérieurs dits « boulevards des Maréchaux ».

## Situation et accès
Le boulevard débute à la rue d'Aubervilliers, passe par la porte de la Chapelle, la porte des Poissonniers, la porte de Clignancourt et la porte de Montmartre et finit à l'avenue de Saint-Ouen et à la porte de Saint-Ouen, où il est suivi du boulevard Bessières. Il a une longueur de 3 000 mètres pour une largeur de 25 à 40 mètres.
Après avoir été accessible par la ligne de bus de Petite Ceinture, le boulevard Ney est désormais accessible par la ligne 3b du tramway.

Vues du boulevard
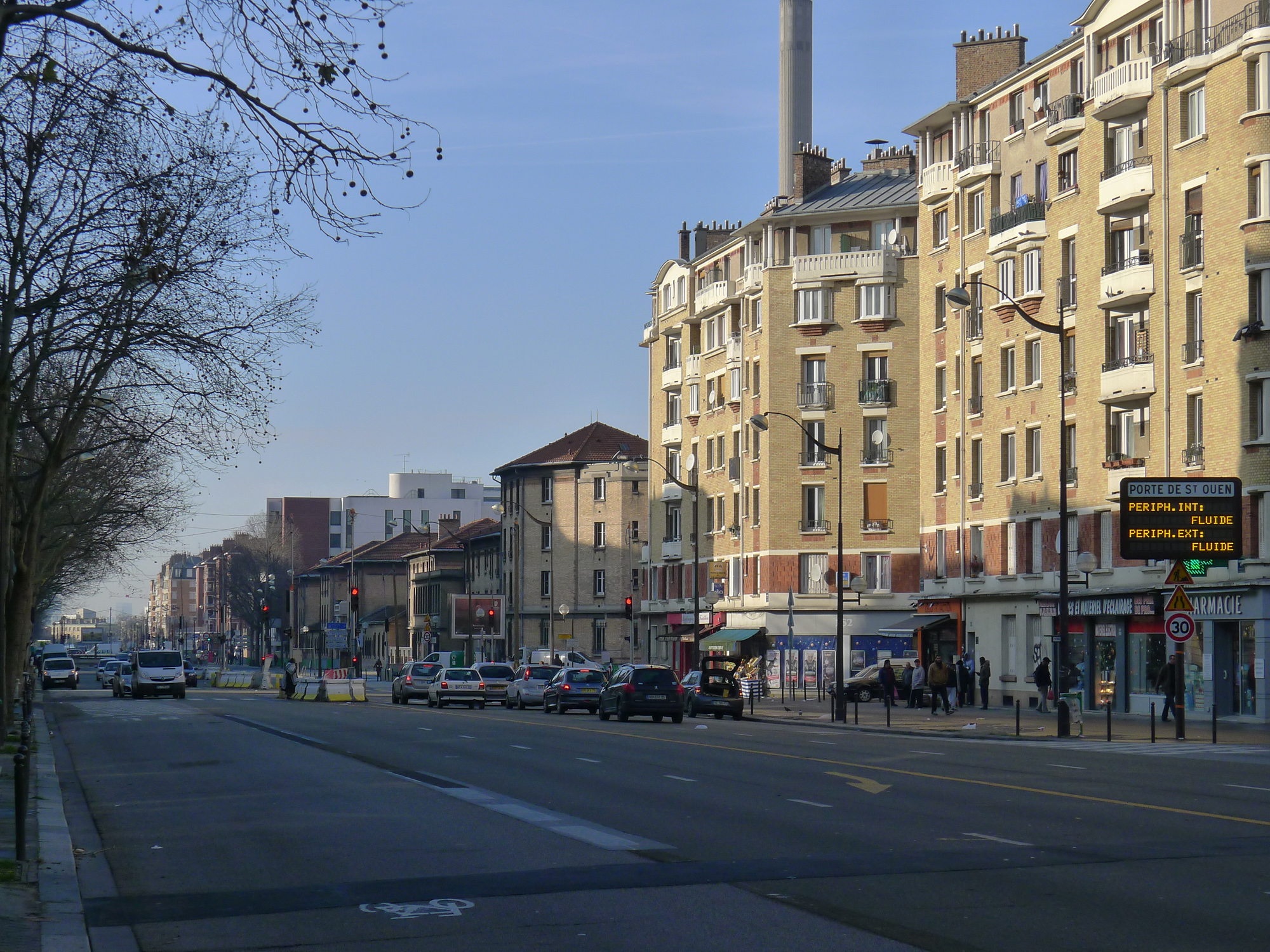
À proximité de la porte de Saint-Ouen.
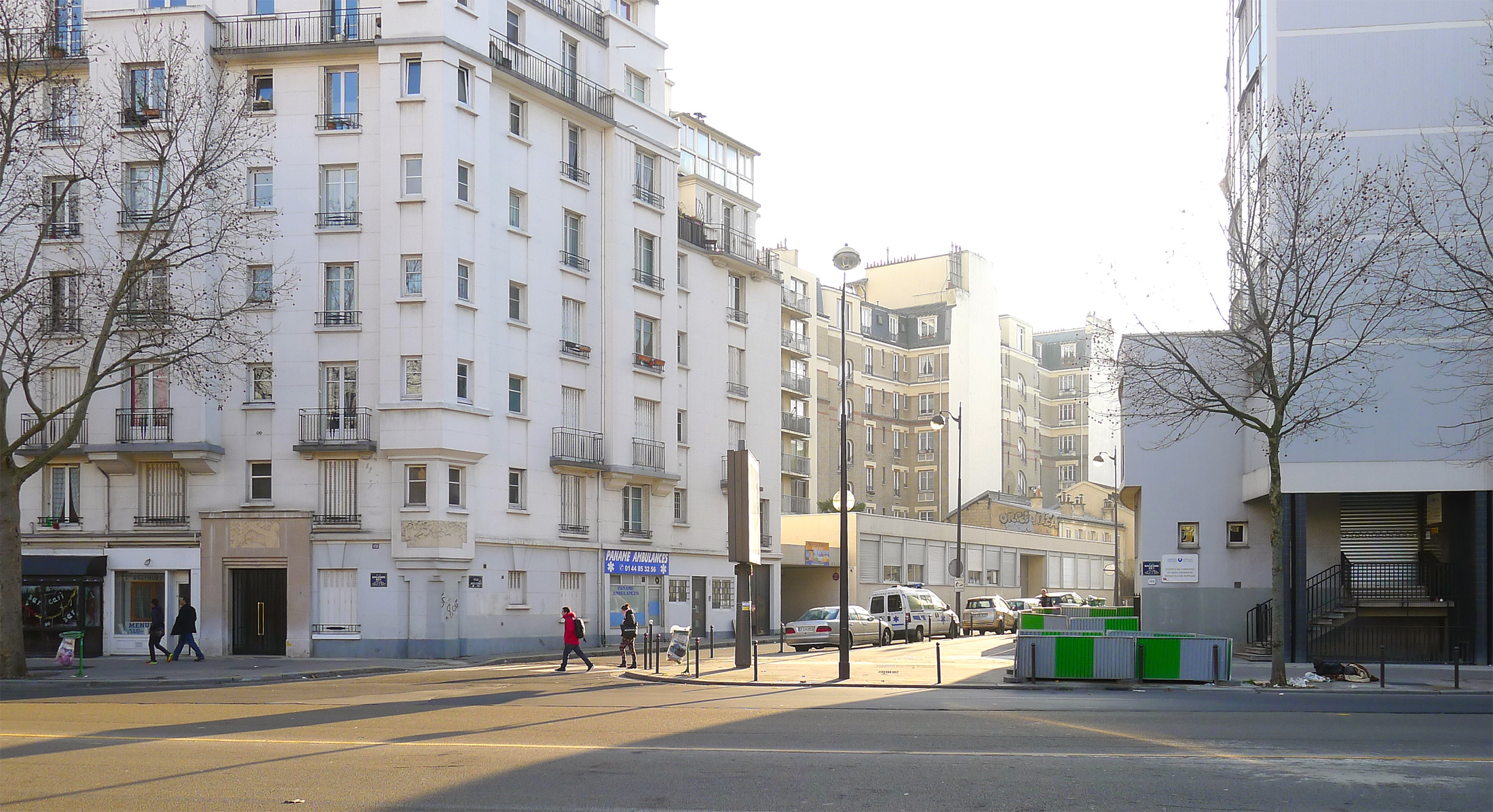
Boulevard Ney au niveau de la rue Jules-Cloquet.

## Origine du nom

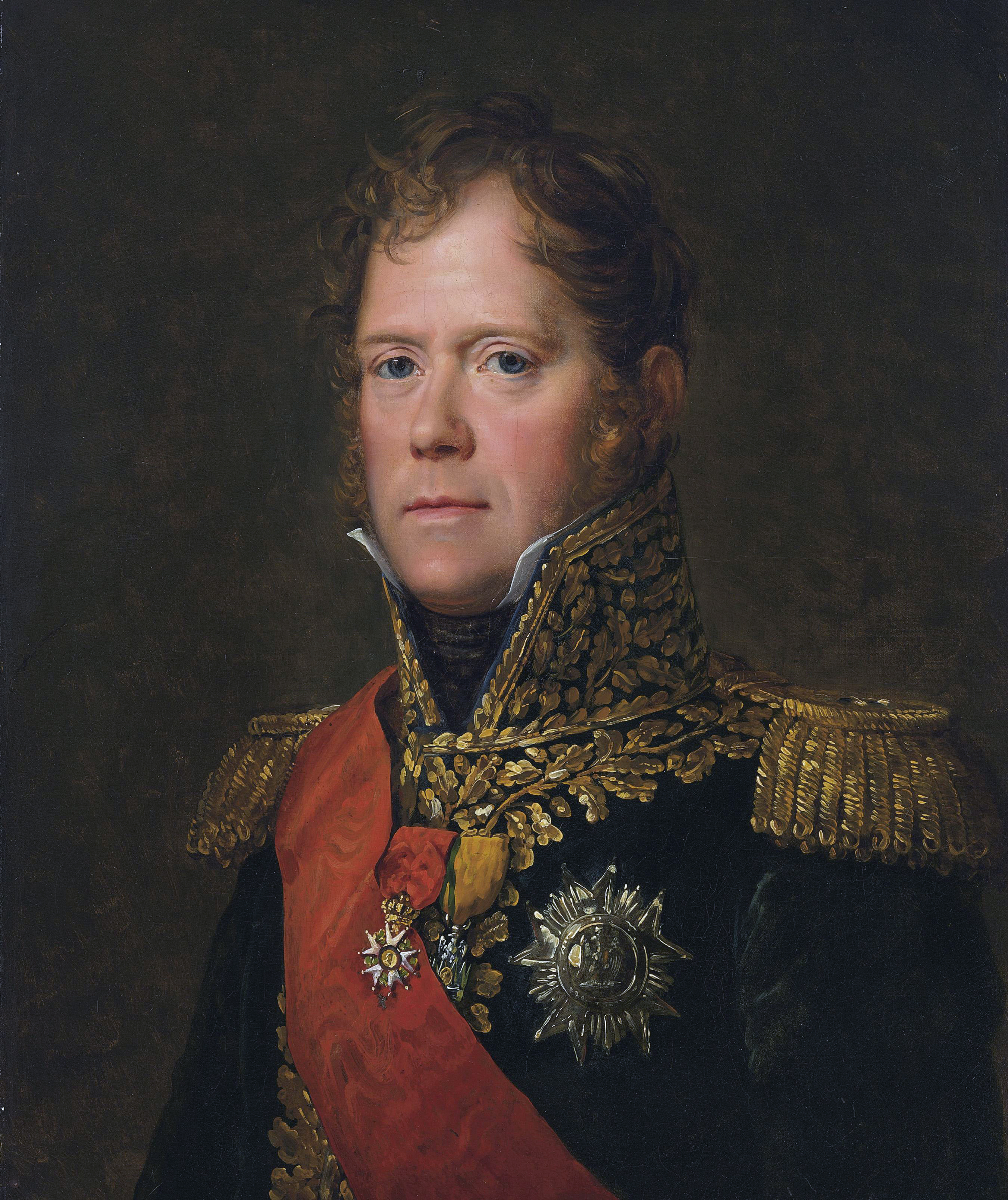
Michel Ney.

Le boulevard tient son nom du maréchal d'Empire Michel Ney (1769-1815), duc d'Elchingen, prince de la Moskova, maréchal de France.

## Historique
Le boulevard Ney fait partie de la ceinture de boulevards créée à partir de 1861 le long de l'enceinte de Thiers, à la place de la rue Militaire. Il prend son nom actuel en 1864.
L'enclave ferroviaire, en friche, située entre l'entrepôt Ney, la rue d'Aubervilliers, la rue de l'Évangile et la rue de la Chapelle appelé communément « Zac Chapelle-Charbon » doit devenir à partir de 2020, un grand espace vert, le parc Chapelle-Charbon,,.
L'autre enclave ferroviaire, dite de Chapelle international, accueille désormais un nouveau quartier autour de la rue Pierre Mauroy et de la rue des Cheminots, ainsi que la rue Eva Kotchever qui accueille notamment une nouvelle école parisienne et une crèche, au sud du boulevard Ney.
Le 10 juin 1918, durant la Première Guerre mondiale, un obus lancé par la Grosse Bertha explose dans la caserne Clignancourt située boulevard Ney. Le 9 août, un autre obus tombe devant la même caserne. 
Une partie de l'avenue délimite la ZAC Gare des Mines-Fillettes.

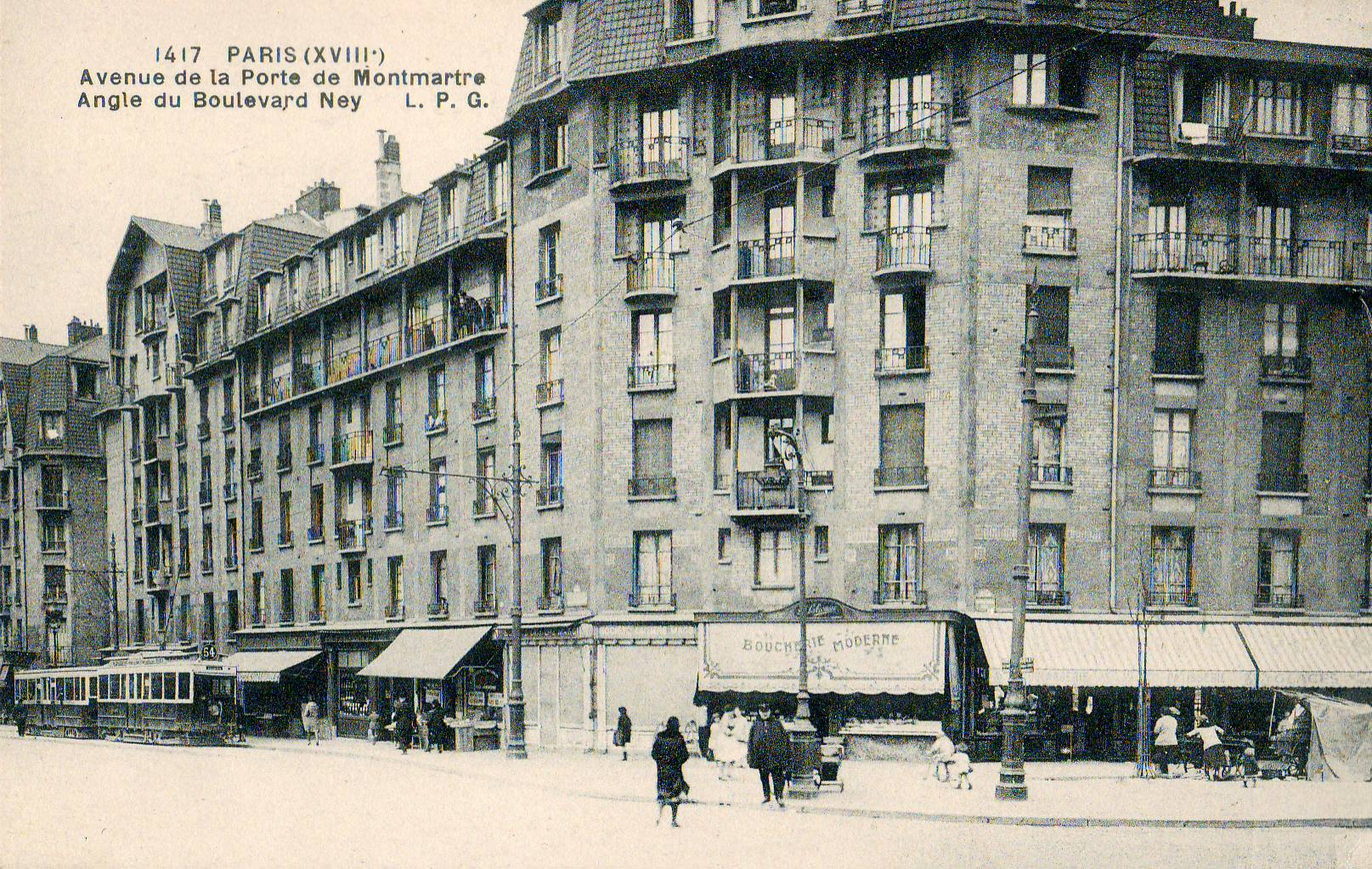
Un tramway Enghien - Trinité à l'angle de l’avenue de la Porte-de-Montmartre et du boulevard Ney.
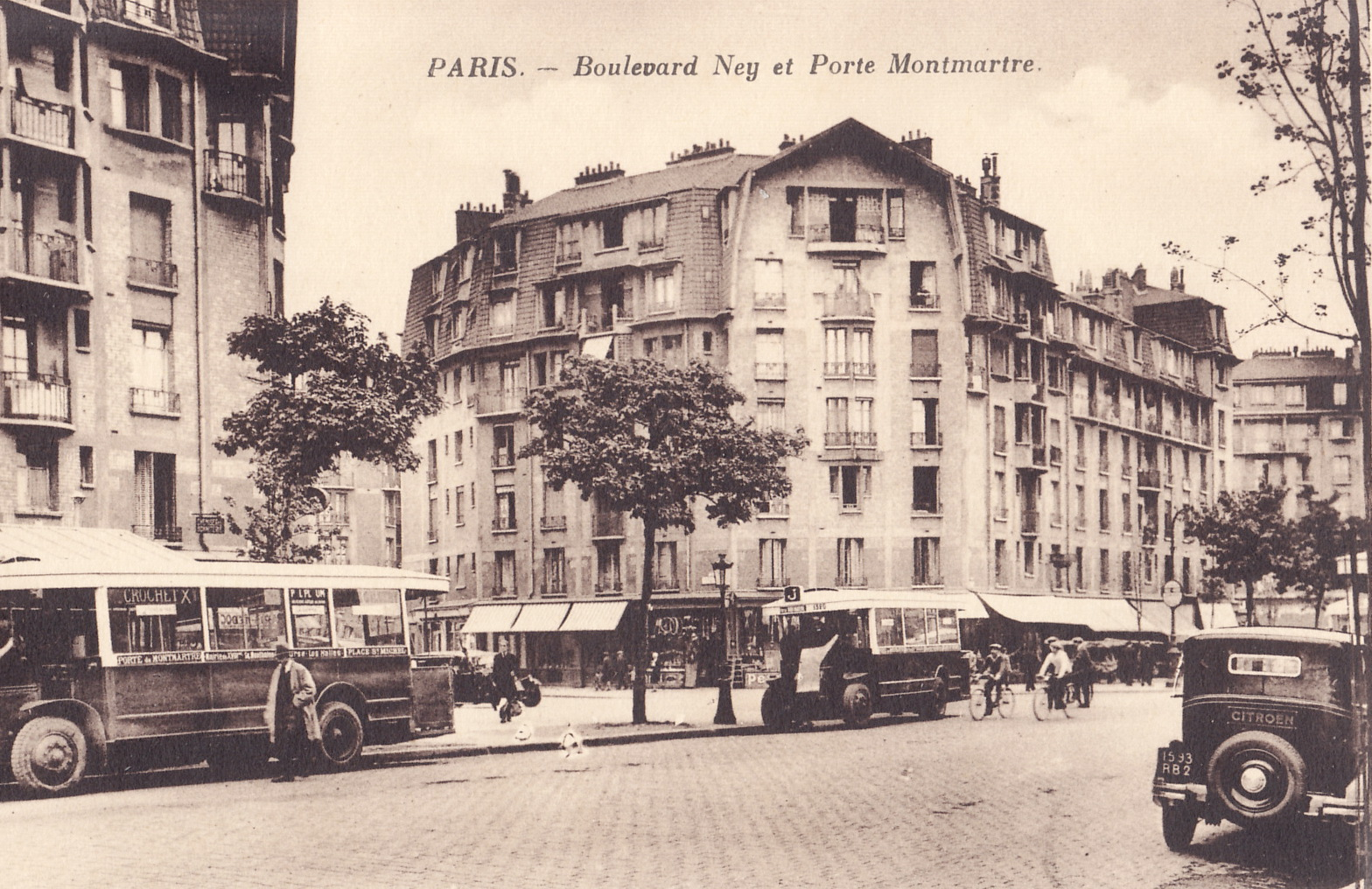
L'avenue dans les années 1930, lorsque la porte Montmartre était le terminus du bus J de la STCRP pour la place Saint-Michel.
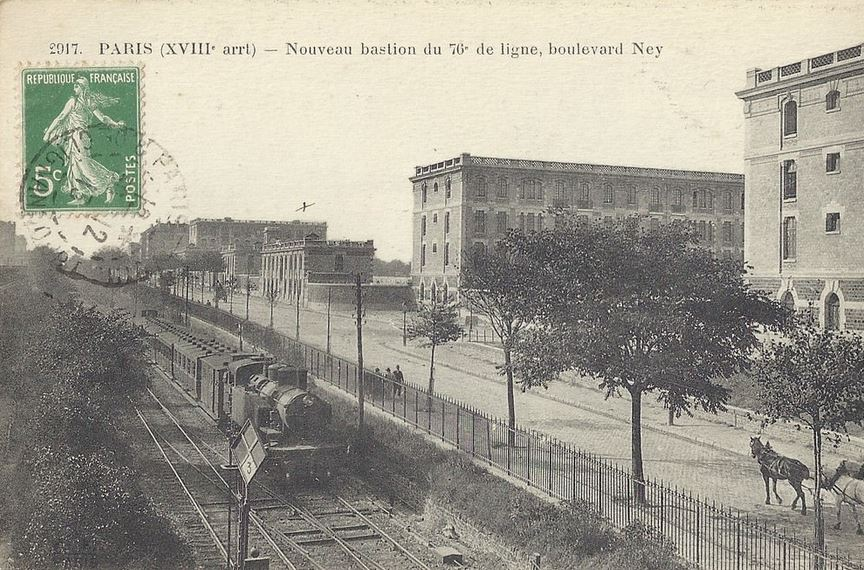
Paris, boulevard Ney, Bastion du 76e régiment d'infanterie de ligne. Ligne de Petite Ceinture.

## Bâtiments remarquables et lieux de mémoire
- No 3 : à cette adresse se trouve le Centre d’archives d’architecture contemporaine, annexe de la Cité de l'architecture et du patrimoine.
- No 170 : hôpital Bichat (ancienne entrée)

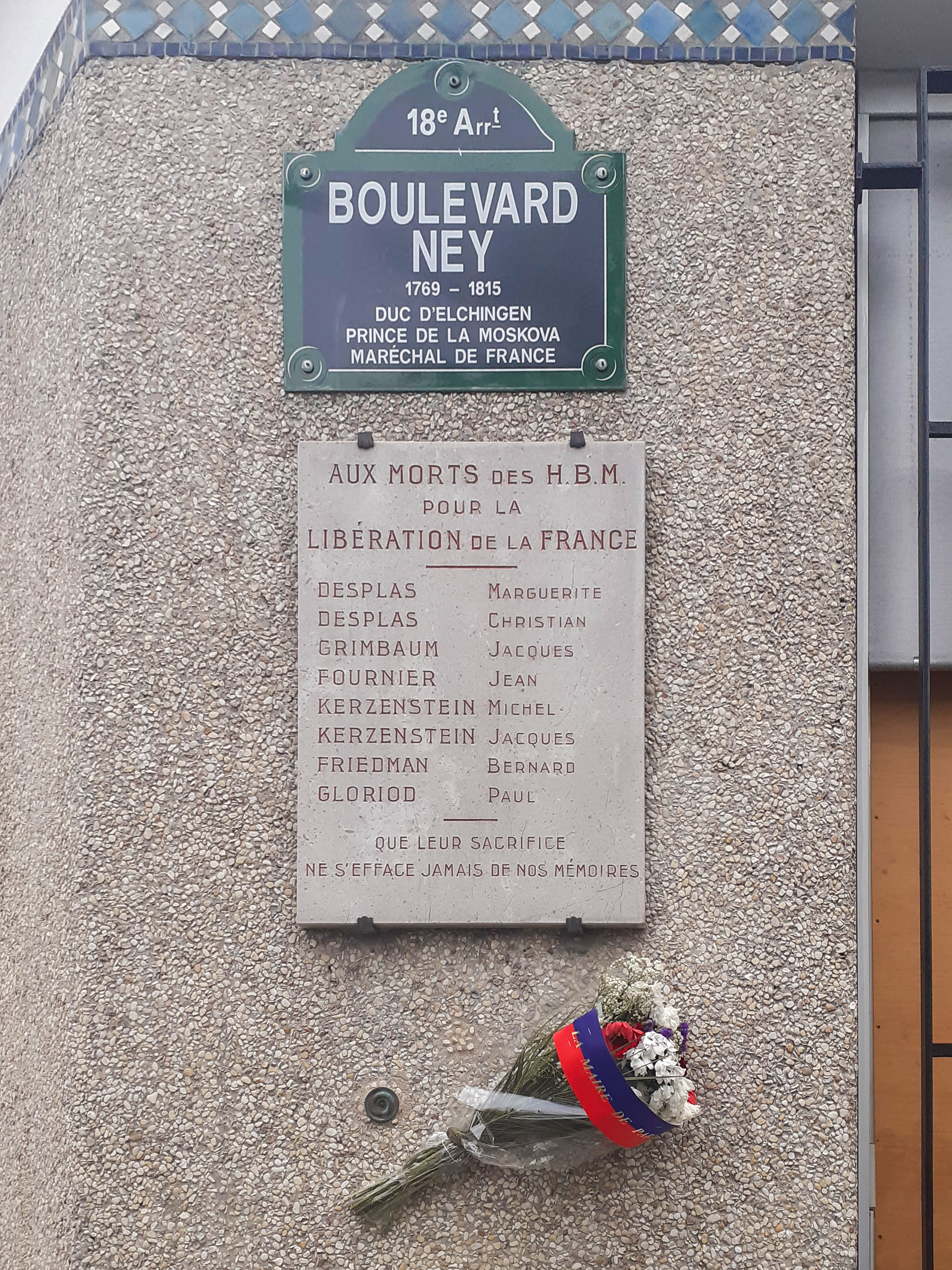
Plaque commémorative, sur le boulevard.

### Mention littéraire
Jean Rolin dans La Clôture, édité chez P.O.L en 2002, décrit la vie sur le boulevard Ney et à ses abords au début des années 2000.

## Sociologie
Le boulevard Ney est aussi l'un des lieux de la prostitution parisienne (hétérosexuelle et transgenre).